# Bostrichoidea
Bostrichoidea ist die einzige Überfamilie der Teilordnung Bostrichiformia innerhalb der Käferunterordnung Polyphaga.

## Merkmale
Die vermutete Autapomorphie, die die Gruppe von der nahe verwandten Teilordnung Derodontiformia unterscheidet, ist der kugelige Kopf und die schräg nach unten-hinten gerichteten (hypognathen) Mundwerkzeuge der Larven. Bei den Arten der Bostrichiformia ist ihr Kopf stärker abgeflacht und die Mundwerkzeuge sind vorstehend (prognath).
Autapomorphien der Bostrichoidea ohne die Speckkäfer (Dermestidae) sind die „C“-förmigen, madenartigen Larven, das durch ein vergrößertes, abgerundetes neuntes Segment geformte Hinterleibsende, bei vollständigem Fehlen des zehnten Segments. Die Autapomorphien, die die Cucujiformia sowohl von den Bostrichoidea als auch den Derodontoidea abgrenzen, sind die nicht funktionalen Tracheenöffnungen am achten Hinterleibssegment, die Ommatidien an den Facettenaugen mit offenen Rhabdomen und der „cucujuforme“ (ring- oder scheidenförmige) Aedeagus.

## Verbreitung und Lebensweise
Die Speckkäfer, Bohrkäfer (Bostrichidae) und Nagekäfer (Ptinidae) sind weltweit verbreitet, nur die Endecatomidae beschränken sich in ihrer Verbreitung auf die Holarktis.

## Taxonomie und Systematik
Zwar gab es zuvor schon Arbeiten, die ein Taxon vorschlugen, die die alte Gruppe der Teredilia und die Dermestidae umfasste, Roy Crowson war jedoch der erste, der die Teilordnung Bostrichiformia, bestehend aus der Überfamilie Dermestoidea (Derodontidae, Nosodendridae,
Jacobsoniidae und Dermestidae) und Bostrichoidea (Bostrichidae und Ptinidae) in seinen Arbeiten aus den Jahren 1955, 1959 und 1960 vorschlug. In den nachfolgenden Arbeiten wurde dieses Konzept beibehalten, wenngleich die Verwandtschaftsverhältnisse innerhalb dieses Taxons sehr unterschiedlich angenommen wurden.
Unter der Voraussetzung, dass die Bostrichoidea eine Schwestergruppe der Cucujiformia darstellen, wie dies auch Crowson in seiner 1955 veröffentlichten Arbeit vorschlug, ist für die Monophylie dieser Gruppen die Einrichtung der Derodontiformia für die Familien Derodontidae, Nosodendridae und Jacobsoniidae zwingend.
Folgende Familien werden demnach der Bostrichoidea zugerechnet:
- Speckkäfer (Dermestidae) Latreille, 1804
- Endecatomidae LeConte, 1861
- Bohrkäfer (Bostrichidae) Latreille, 1802
- Nagekäfer (Ptinidae) Latreille, 1802

## Belege